# محمد صالح الحامدي
محمد صالح الحامدي كان رئيس أركان القوات البرية ورئيس القوات البرية التونسية
منذ 9 جويلية 2013 ، خلفا للجنرال رشيد عمار الذي تقاعد في 25 جوان 2013 إثر بلوغه سن التقاعد. تخرج سنة 1978 من الأكاديمية العسكرية بفندق الجديد ضمن دورة صلاح الدين الايوبي، شعبة كل الاسلحة. وكان الحامدي يشغل قبل تسميته خطة ملحق عسكري في ليبيا. تقدم باستقالته في 23 يوليو 2014 لأسباب شخصية.

## مسيرته
اضطلع محمد صالح الحامدي بمجموعة من المهام القيادية في المؤسسة العسكرية من بينها على وجه الخصوص خطة آمر المدرسة الحربية العليا خلال سنتي 2008 و2009، وآمر فيلق القوات الخاصة. كما كان الحامدي يشغل خطة آمر اللواء الأول مشاة ميكانيكية في قابس وذلك خلال سنتي 2010 و2011 قبل أن يكلف بخطة ملحق عسكري بحري وجوي في العاصمة الليبية طرابلس.
في 30 أكتوبر 2019، يقع تعيينه من طرف رئيس الجمهورية قيس سعيد، كمستشار للأمن القومي.

## مواضيع ذات صلة
- رئيس أركان القوات البرية التونسية
- القوات البرية التونسية